# Gullfoss
Der Gullfoss ['kʏtl̥ˌfɔsː] (isländisch gull = „Gold“, foss = „Wasserfall“) ist ein Wasserfall des Flusses Hvítá im Haukadalur im Süden Islands. Der Fluss Hvítá bildet die Gemeindegrenze zwischen Hrunamannahreppur und Bláskógabyggð.

## „Gullni hringurinn“: Goldener Ring
Der Wasserfall gehört mit Þingvellir und den benachbarten Geysiren zum sogenannten Gullni hringurinn (Golden Circle, deutsch wörtlich: „Goldener Ring“ oder „Goldene Rundfahrt“) der berühmtesten Sehenswürdigkeiten Islands.

## Wichtigste Daten
Seine durchschnittliche Wasserführung beträgt etwa 109 m3/s, im Sommer etwa 130 m3/s. Der größte bisher gemessene Abfluss betrug 2000 m3/s.
Der Wasserfall besteht aus zwei Stufen, von denen die erste 11 m und die zweite 21 m Höhe besitzt. Diese beiden Kaskaden stehen etwa rechtwinklig zueinander. 
Von der zweiten Stufe stürzt das Wasser in eine Schlucht, die vom Wasserfall bis zur Verbreiterung zum Tal 2,5 km lang ist und eine Tiefe von 70 Metern erreicht. Die Wasser der Hvítá und nicht zuletzt die bisweilen auftretenden Gletscherläufe haben diese Schlucht seit der Eiszeit vor 10.000 Jahren um durchschnittlich 25 cm im Jahr ausgefräst. 
Zwei Gletscherläufe im 20. Jahrhundert sind bekannt, 1930 und 1948. Bei diesen wurde die Schlucht völlig mit Wasser gefüllt, so dass die niedrigere Wasserfallstufe zeitweilig darunter verschwand.

## Sigríður Tómasdóttir und die Rettung des Gullfoss
Dass es diesen Wasserfall noch gibt, ist dem Einsatz von Sigríður Tómasdóttir vom nahegelegenen Hof Brattholt zu verdanken, die um 1920 gegen den Bau eines Elektrizitätswerks am Wasserfall anging. Eine englische Gesellschaft hatte den Wasserfall gepachtet, um einen Staudamm zu errichten und Elektrizität zu erzeugen. Nach jahrelangem Rechtsstreit mit Hilfe des Rechtsanwalts und späteren Präsidenten von Island Sveinn Björnsson, als alle Anstrengungen hoffnungslos erschienen und Sigríður mit dem Freitod in den Fluten drohte, konnte der Vertrag schließlich aufgrund einer zu spät gezahlten Pacht aufgelöst werden und ging zurück an den isländischen Staat. Daran erinnert eine Hinweistafel aus Stein in der Nähe des Wasserfalles.
Ein Projekt von 1977, das 2444 Gigawattstunden pro Jahr Strom hätte liefern sollen und drei Viertel der Wassermenge abgezweigt hätte, wurde ebenfalls abgelehnt.
Der Wasserfall gehört nach wie vor dem isländischen Staat. Er steht seit 1979 unter Naturschutz.

## Verkehr
Der Gullfoss ist über die Straße 35, Biskupstungnabraut , zu erreichen, die ab hier als Kjalvegur  weiter nach Norden führt.

## Bilder

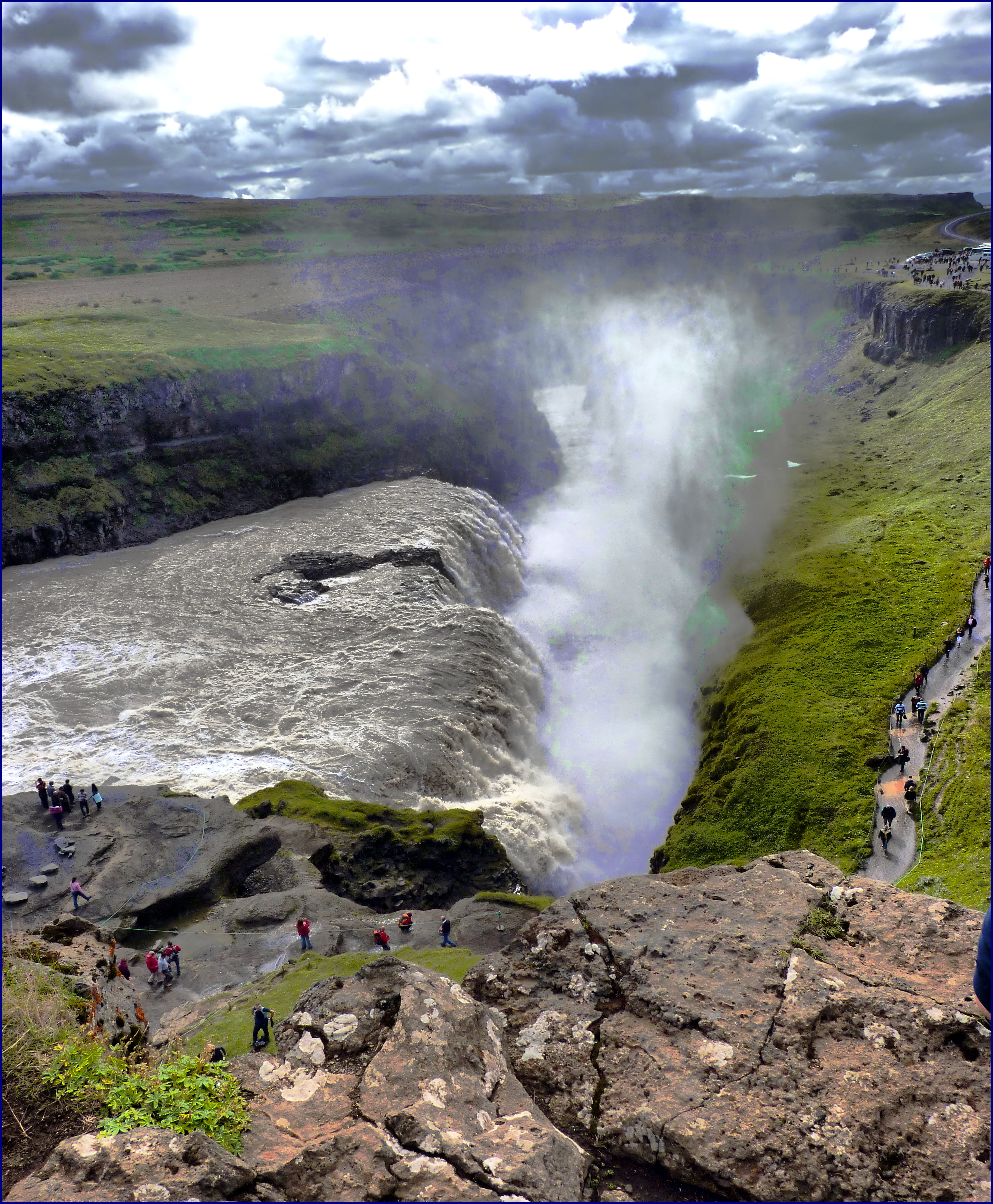
Zweite Stufe und Schlucht
Denkmal für Sigríður Tómasdóttir beim Wasserfall
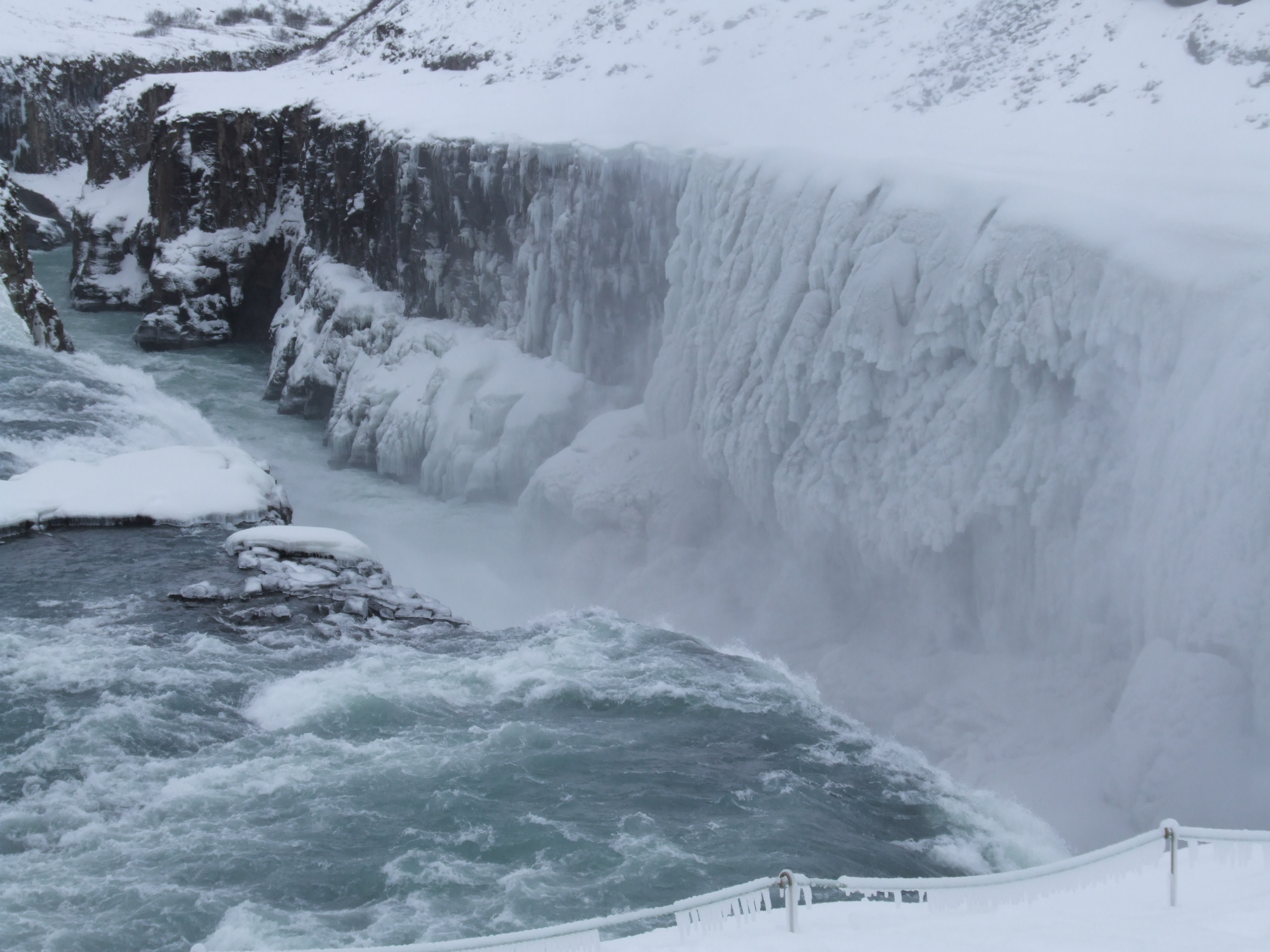
Schlucht des Gullfoss im Winter; gegenüber der zweiten Stufe bilden sich aus Wassertropfen massive Eiswände
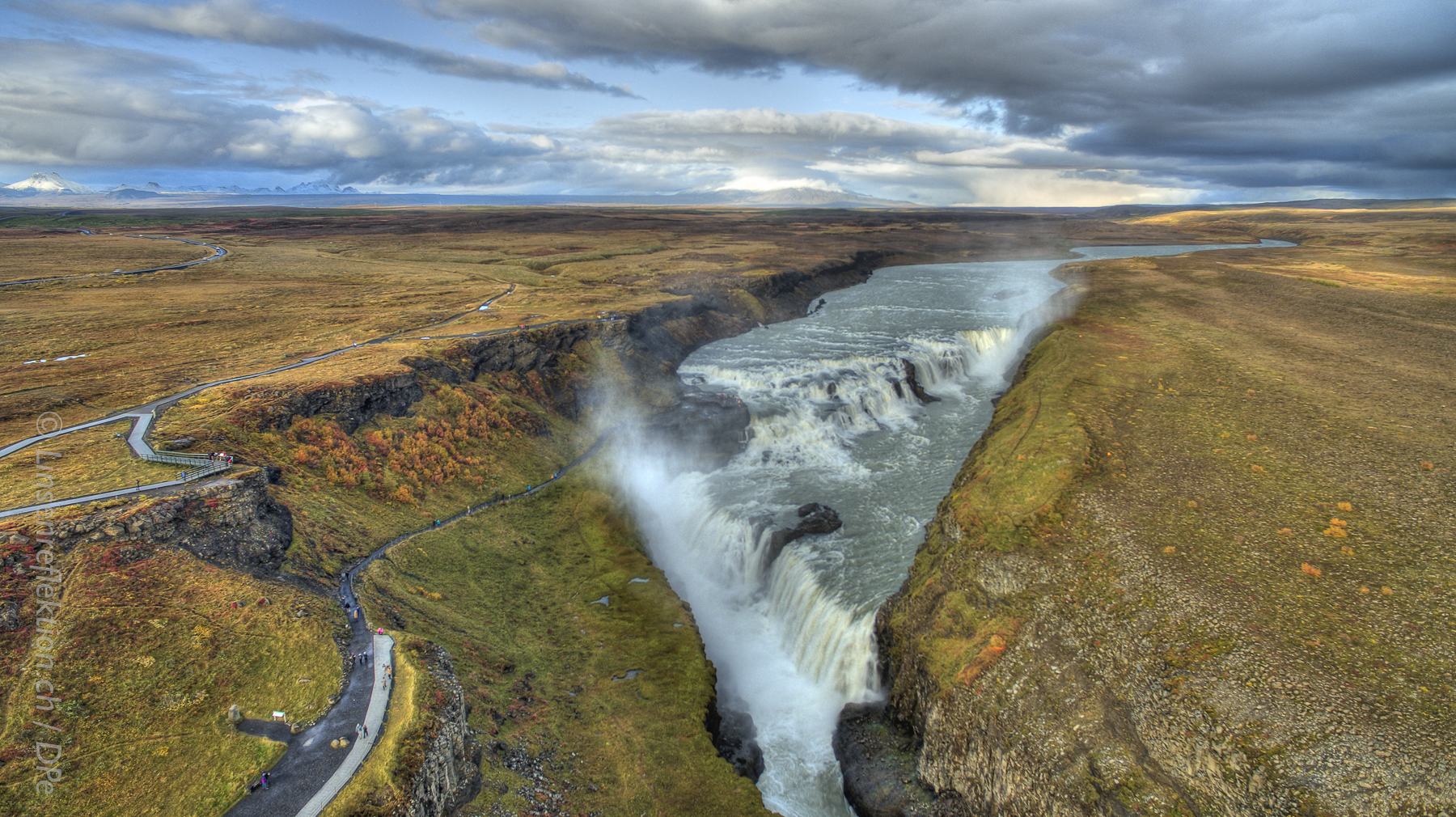
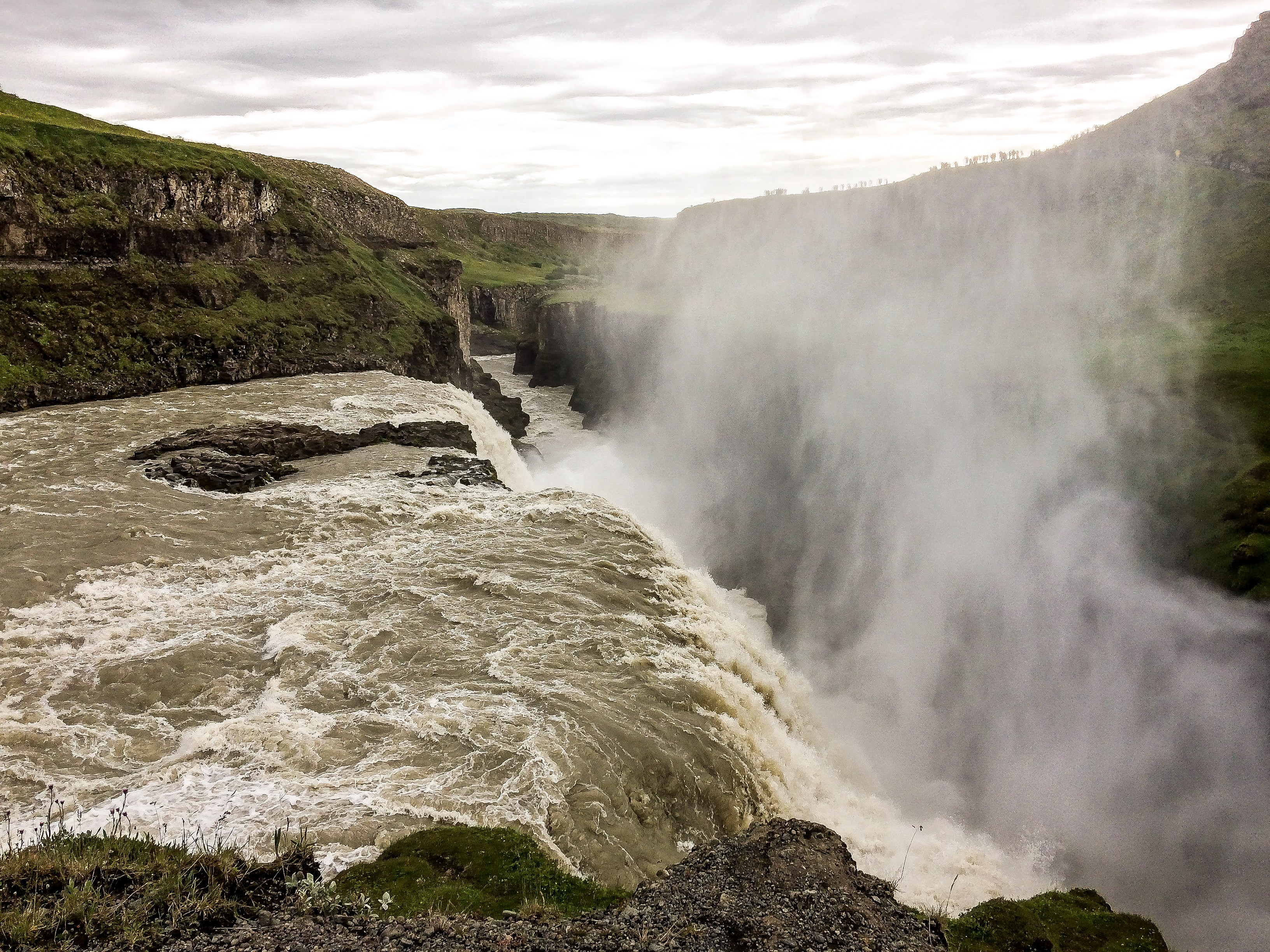
Der Gullfoss seitlich gesehen
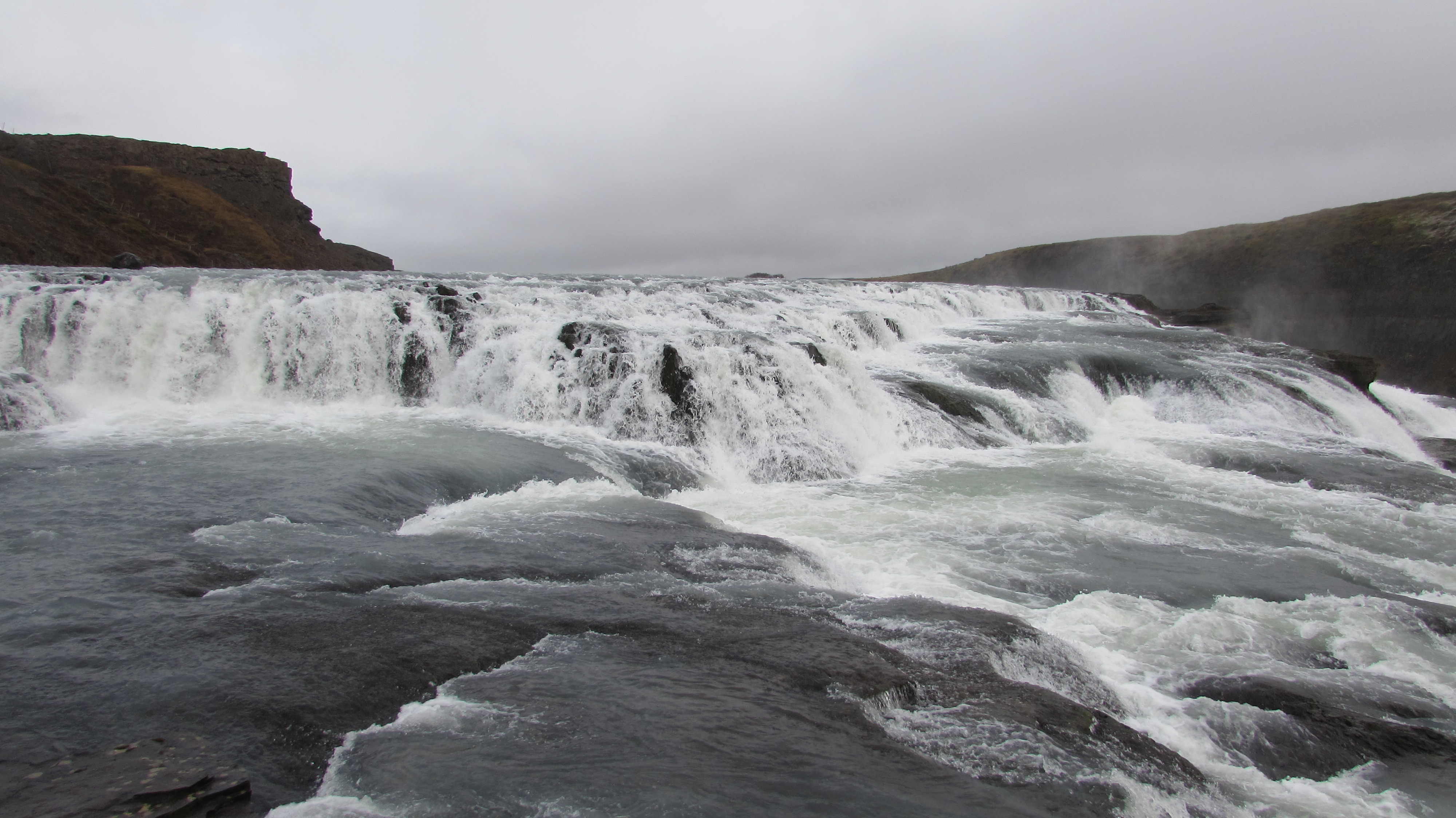
Die erste Stufe 2019